# SS Runic (1889)
SS Runic byl parník vybudovaný v roce 1889 v loděnicích Harland & Wolff v Belfastu pro společnost White Star Line. Byl určen na transport dobytka a plul na trase Liverpool - New York. Jeho sesterská loď byl Cufic. V roce 1895 byl prodán společnosti West India & Pacific Steamship Co. a přejmenován na Tampican. V roce 1899 byl předán Leyland Line. V roce 1912 byl opět prodán společnosti Moss & Co. a téměř okamžitě znovu prodán společnosti South Pacific Whaling Co. a přejmenován na Imo. Poté vozil velrybí tuk. V roce 1917 se srazil u Halifaxu s francouzskou lodí převážející munici Mont Blanc. O 20 minut později Mont Blanc explodoval. Podle zpráv bylo 1 700 lidí zabito a dalších 8 000 zraněno. Imo vyvázl bez vážnějšího poškození. V roce 1918 byl Imo přejmenován na Guvernoren. V roce 1920 najel u Falkland v husté mlze na souš a byl celý ztracen.